# 1944年の相撲
1944年の相撲（1944ねんのすもう）は、1944年の相撲関係のできごとについて述べる。
1943年-1944年-1945年

## できごと
- 11月、新大関・佐賀ノ花が誕生。

## 本場所
- 1月場所
  - 幕内最高優勝：佐賀ノ花勝巳（二所ノ関部屋）  - 13勝2敗（初優勝）[1]
- 5月場所
  - 幕内最高優勝：羽黒山政司（立浪部屋） - 10戦全勝（6場所ぶり2回目）[1]
- 11月場所
  - 幕内最高優勝：前田山英五郎（高砂部屋） - 9勝1敗（初優勝）[1]

## 誕生
- 2月5日 - 玉の海正洋（第51代横綱、所属：二所ノ関部屋→片男波部屋、+ 1971年【昭和46年】）[2]
- 3月13日 - 楠ノ海正治（最高位：十両16枚目、所属：二所ノ関部屋）
- 4月23日 - 株本義久（最高位：十両9枚目、所属：朝日山部屋）
- 5月5日 - 時葉山敏夫（最高位：前頭2枚目、所属：時津風部屋、+ 1995年【平成7年】）[3]
- 5月22日 - 北の花勝利（最高位：前頭6枚目、所属：出羽海部屋）[4]
- 6月16日 - 高見山大五郎（最高位：関脇、所属：高砂部屋）[4]
- 7月20日 - 長谷川勝敏（最高位：関脇、所属：佐渡ヶ嶽部屋）[5]
- 9月3日 - 栃東知頼（最高位：関脇、所属：春日野部屋）[3]
- 10月15日 - 大龍隆寛（最高位：十両6枚目、所属：友綱部屋、+ 1999年【平成11年】）
- 10月20日 - 大寛宗之（最高位：十両4枚目、所属：井筒部屋→陸奥部屋）
- 11月30日 - 大雪嶺登（最高位：前頭3枚目、所属：宮城野部屋、+ 1980年【昭和55年】）[6]

## 死去
- 3月7日 - 真砂石三郎（最高位：前頭5枚目、所属：尾車部屋→峰崎部屋→片男波部屋→伊勢ノ海部屋、* 1897年【明治30年】）[7]
- 5月16日 - 呉錦三郎（最高位：十両6枚目、所属：出羽海部屋、* 1906年【明治39年】）
- 6月27日 - 唐辛多喜弥（最高位：前頭11枚目、所属：雷部屋、* 1864年【元治元年】）
- 9月23日 - 星甲實義（最高位：前頭2枚目、所属：井筒部屋、年寄：井筒、* 1902年【明治35年】）[8]
- 9月26日 - 磐石熊太郎（最高位：関脇、所属：朝日山部屋、年寄：北陣、* 1908年【明治41年】）[9]
- 10月19日 - 若左倉与吉（最高位：前頭2枚目、所属：八角部屋、* 1879年【明治12年】）
- 11月11日 - 愛ノ花初義（最高位：十両2枚目、所属：押尾川部屋、* 1904年【明治37年】）
- 12月11日 - 伊達ノ花静（最高位：前頭15枚目、所属：出羽海部屋、* 1907年【明治40年】）[10]

## 作品
- 映画『土俵祭』（3月30日公開）